# Съветско-японски пакт
Съветско-японският пакт за неутралитет е международен договор, подписан в Москва на 13 април 1941 г. Това се случва 2 години след приключването на Съветско-японските погранични конфликти.
На практика, договорът означава, че през Втората световна война всяка от двете държави се сражава срещу съюзниците на другата страна, но не и една срещу друга. Макар да са стари врагове, пактът за ненападение между двете страни им позволява да освободят голяма част от войските си, разположени в оспорваните територии на Манджурия и Външна Монголия, за да бъдат използвани другаде.
Договорът е денонсиран от СССР на 5 април 1945 г., а на 9 април Съветският съюз обявява война на Япония, с което де факто прекратява действието на пакта за ненападение между двете страни. Седмица след нахлуването на Съветския съюз в Манджурия, император Хирохито обявява капитулацията на Япония.